# Världsutställningen 1915

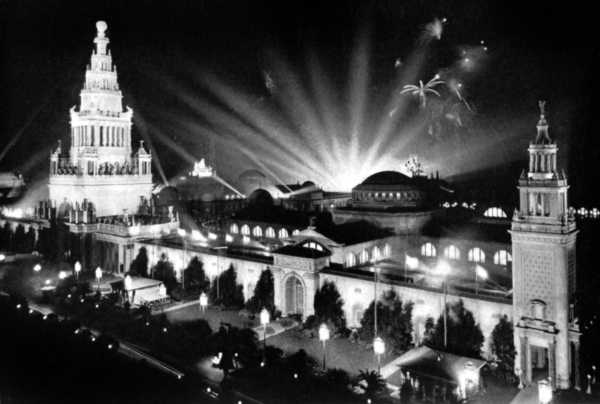
Utställningsområdet.

Världsutställningen 1915 ägde rum i San Francisco i USA 1915. Det var den 19:e världsutställning som erkändes officiellt av Bureau International des Expositions (BIE).